# Baustelle
Baustelle — итальянская поп-рок-группа из Монтепульчано, Тоскана. С 2005 года в её постоянный коллектив входит три участника: Франческо Бьянкони, Рашель Бастреги и Клаудио Бразини.
Baustelle получила множество наград, в том числе платиновый диск за альбом Amen, несколько золотых дисков, Nastro d’argento в номинации «лучшая оригинальная песня» за Piangi Roma из саундтрека к фильму Giulia non esce la sera.

## История

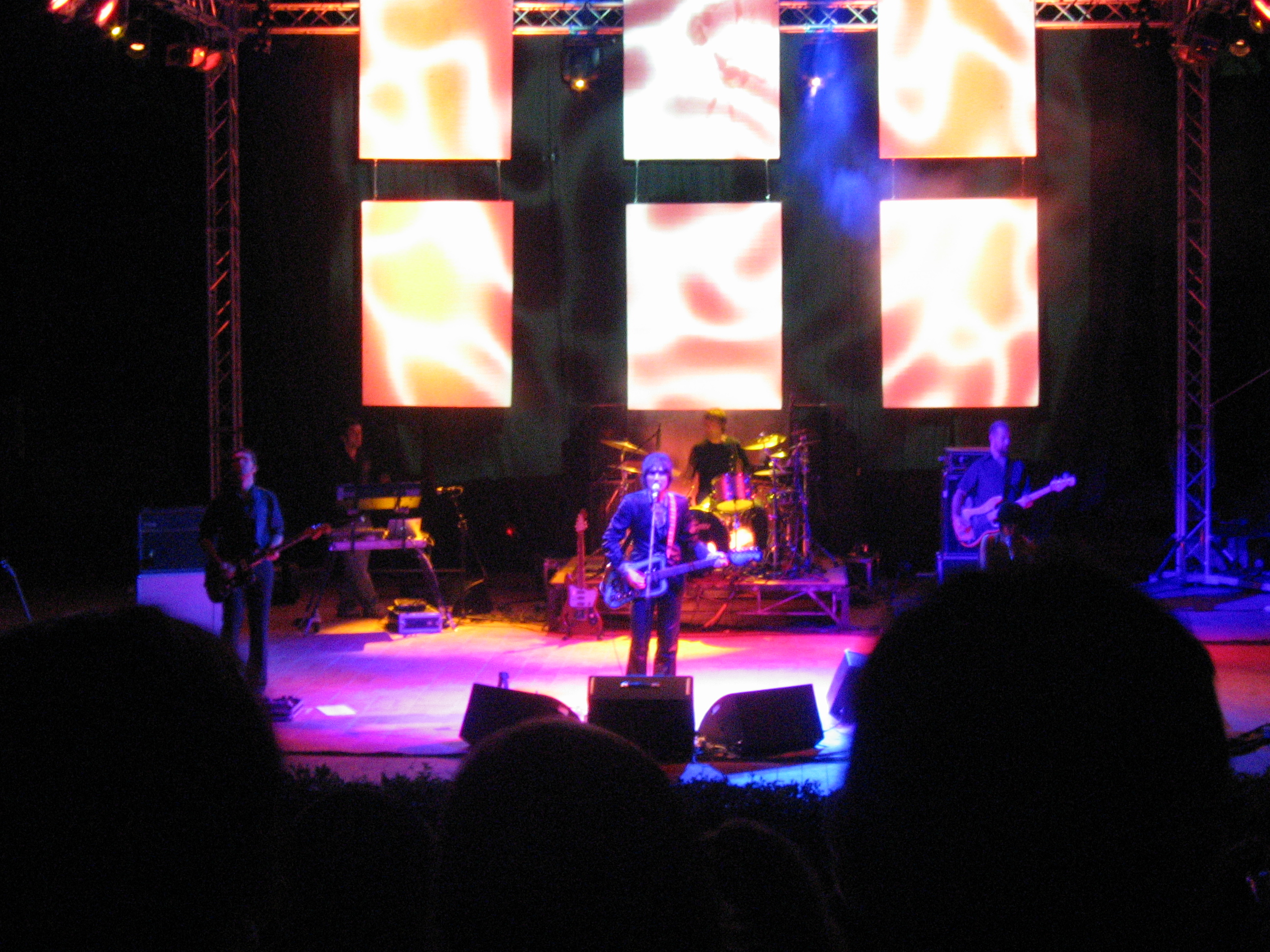
Концерт группы в парке Виллалаго в Терни, 18 июля 2006 года

Будучи подростками, Франческо Бьянкони и Клаудио Бразини играли на гитаре в одной и той же группе, The Subterraneans, вдохновлённой 1960-ми годами. В ней было также ещё два музыканта. В 1997 году, вслед за такими группами, как Sonic Youth и Smashing Pumpkins, Бьянкони решил включить в группу участницу, Рашель, а также клавишника и электронного аранжировщика Фабрицио Массару. Ритм-секция группы (ударные и бас) за всю историю группы менялась несколько раз.
Группа сменила название на Baustelle, немецкий термин, означающий «строительная площадка», «работа в процессе»; выбор был сделан путём поиска в итальяно-немецком словаре. Сам Бьянкони говорит, что название было выбрано из-за игры слов: оно содержит итальянское слово stelle (звезды), звукоподражание bau и elle.
После долгой серии демо в 1999 году группа записала в двух разных студиях, в Кашине и Мондови, свой первый альбом. Из-за проблем со звукозаписывающей компанией альбом Sussidiario illustrato della giovinezza увидел свет только в 2000 году. Альбом, сопродюсированный Америго Верарди и изданный независимым лейблом Baracca e Burattini, вызвал интерес и признание со стороны публики и инсайдеров благодаря одновременному присутствию нескольких музыкальных стилей (электронная музыка, новая волна, босса-нова). Это «концептуальный альбом», сосредоточенный на описании романтического и мучительного подросткового возраста.
С 19 января 2011 года доступна книга-рассказ о музыкальной группе. В ней семь глав и два приложения, антология интервью 2000—2010 годов.

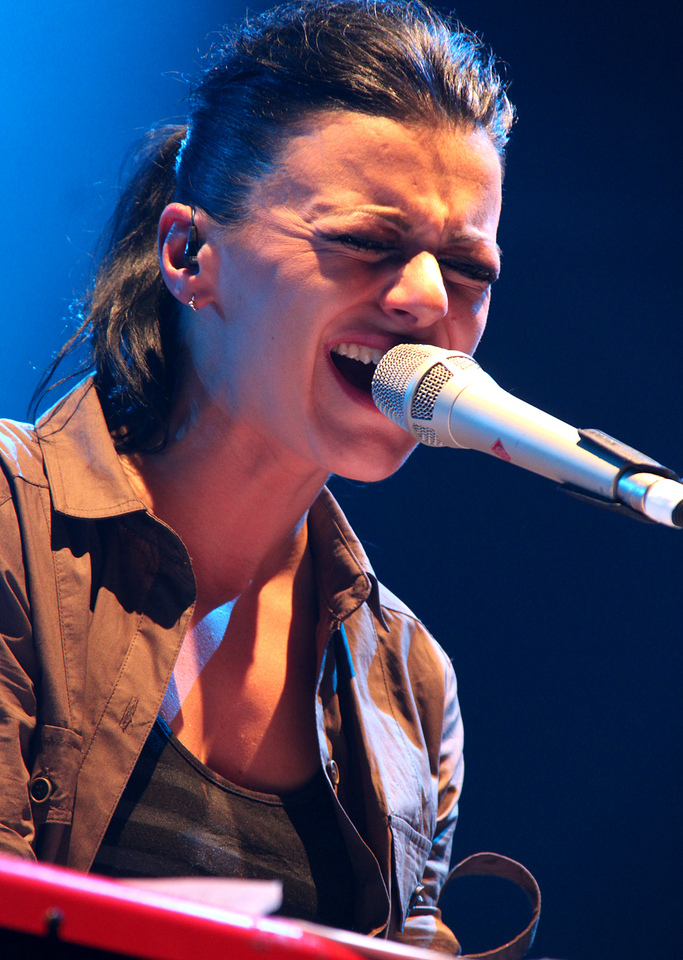
Рашель Бастреги

В мае 2012 года началась запись шестого студийного альбома, которая проходила частично в Польше, частично в Fortezza Medicea в деревне Монтепульчано, на родине группы (некоторые записи были также сделаны на органе церкви Святого Сердца Иисуса). Изначально планировалось, что альбом выйдет в январе 2013 года; он вышел 29 января 2013 года на лейбле Warner Atlantic. После публикации Fantasma вышла сразу на второе место в рейтинге FIMI по продажам лучших альбомов .
5 июня 2013 года на сайте La Repubblica был анонсирован клип на песню Nessuno, снятый Джанлукой Моро и Даниэле. Со следующего 8 июня группа возобновила гастроли. 12 июля песня Monumentale была выпущена как третий сингл с Fantasma в сопровождении видеоклипа, снятого Паолоресте Гельфо. 24 июля вышла вторая книга о Baustelle под названием I Baustelle e la canzone (Atmosphere Libri), написанная музыкальным критиком Андреа Бернардини.
В октябре 2015 года группа объявила о выпуске своего первого концертного альбома, Roma Live!, альбом вышел 13 ноября и был записан на трёх сценах.

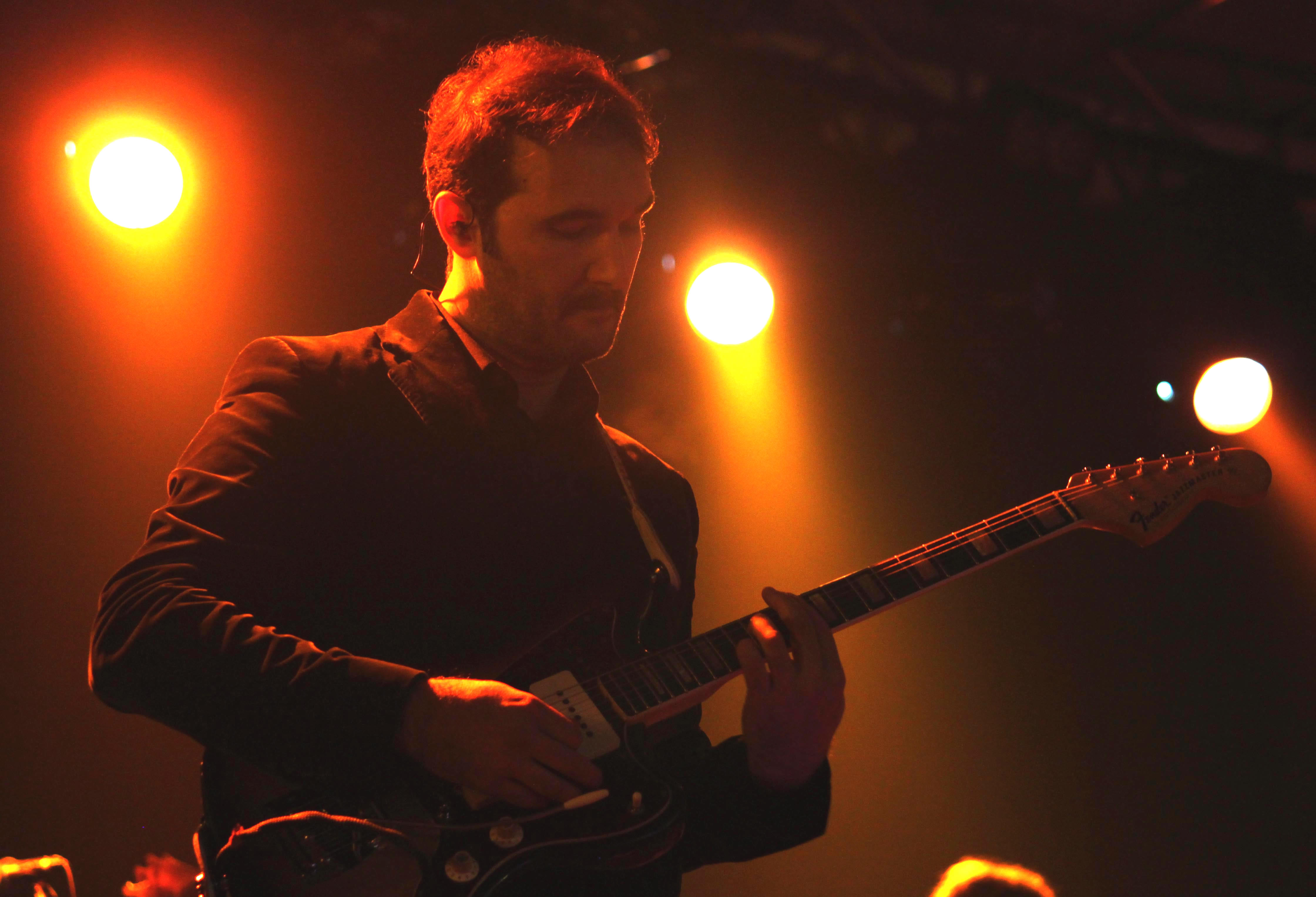
Клаудио Бразини

25 января 2018 года группа выпустила короткое видео в стиле фильмов ужасов 1970-х годов, которым анонсировала выход нового альбома под названием L'Amore e la violenza Vol. 2.

## Участники группы

### Текущие участники
- Франческо Бьянкони — вокал, гитара, клавишные
- Рашель Бастреги — вокал, клавишные, перкуссия
- Клаудио Бразини — гитара

### Участники во время гастролей
- Лоренцо Форнабайо — гитара (с 2023 г.)
- Майло Скальони — бас (с 2023 г.)
- Альберто Базцоли — клавишные (с 2023 г.)
- Джулия Формика (Джули Ант) — ударные, бэк-вокал (с 2023 года)
- Пьетро Лупо Сельвини — деревянные инструменты (с 2023 года)
- Джованни Сгорбати — духовые инструменты (с 2023 г.)
- Алессандро Марцетти — духовые инструменты (с 2023 года)

### Бывшие участники
- Фабрицио Массара — клавишные (1996—2005)
- Клаудио Кьяри — ударные (2002—2006)
- Стефано Вивальди — бас (2002—2004)
- Микеле Анджолини — ударные (1996—2002)
- Мирко Каппелли — бас-гитара (1996—2002)

### Бывшие музыканты
- Камилла Филиппи — вокал (2000)
- Самуэле Бучелли Мартиноцци — ударные (2003—2004)
- Никола Манзан — гитара, скрипка (2008)
- Серджио Карневале — ударные (2008)
- Алессандро Майорино — бас-гитара (2008—2018)
- Этторе Бьянкони — клавишные, электроника (2010—2018)
- Паоло Инсерра — ударные (2010—2014)
- Роберто Романо — саксофон, поперечная флейта (2013—2014)
- Паоло Райнери — труба (2013—2014)
- Диего Палаццо — гитары, клавишные (2013—2018)
- Себастьяно Де Дженнаро — перкуссия, барабаны, маримба, вибрафон, литавры (2013—2018)
- Андреа Фаччоли — гитары (2017—2018)

## Дискография

### Студийные альбомы
- 2000: Sussidiario illustrato della giovinezza
- 2003: La Moda del lento
- 2005: La Malavita
- 2008: Amen
- 2010: I mistici dell'Occidente
- 2013: Fantasma
- 2017: L'Amore e la violenza
- 2018: L'Amore e la violenza - Vol. 2
- 2023: Elvis